# رولز-رویس لیمیتد

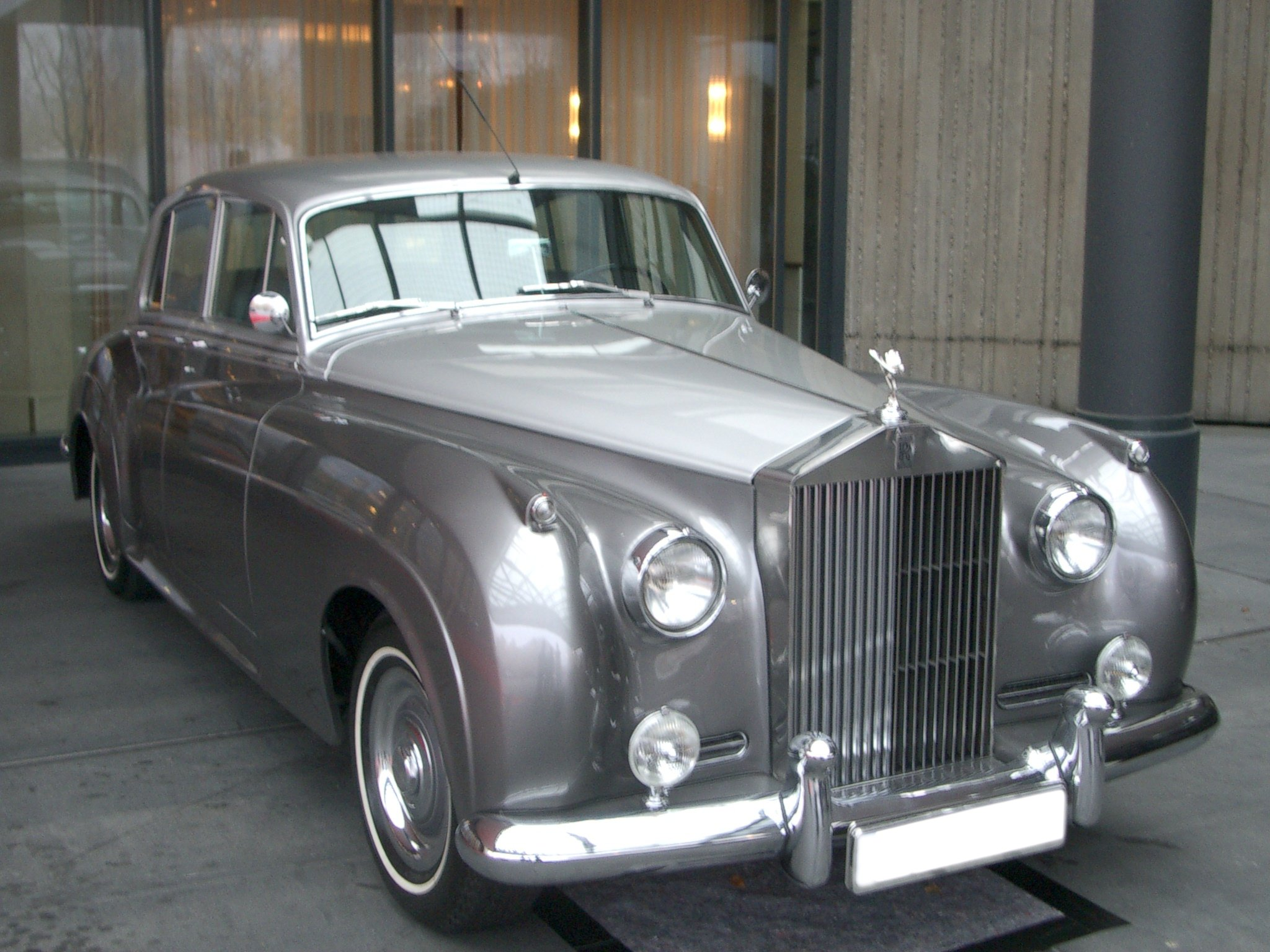
سیلور کلود، ۱۹۵۹

رولز-رویس لیمیتد شرکت صنایع خودروسازی و هوافضای بریتانیایی بود که از سال ۱۹۱۴ یک شرکت سازندهٔ موتور هواگرد بود، که به وسیلهٔ چارلز استوارت رولز و سر فردریک هنری رویس در تاریخ ۱۵ مارس ۱۹۰۶ بنیان گذاشته شد.
در سال ۱۹۷۱ رولز-رویس زیر بار هزینه‌های ساخت موتور جت رولز-رویس آربی۲۱۱ پیشرفته، فلج شده بود، که این امر سبب ملی شدن شرکت، تحت نام رولز-رویس(۱۹۷۱) لیمیتد گردید. در سال ۱۹۷۳ بخش خودرو این شرکت، از شرکت مادر جدا شده و رولز-رویس موتورز نام گرفت. رولز رویس لیمیتد (۱۹۷۱) نیز، به عنوان یک شرکت ملی به کار خود ادامه داد، تا این که در سال ۱۹۸۷ در جریان خصوصی‌سازی‌های زمان مارگارت تاچر، از سوی دولت بریتانیا، خصوصی اعلام شد و رولز-رویس هولدینگز نام گرفت. این شرکت امروزه هم‌چنان به فعالیت خود ادامه می‌دهد.

## تاریخچه

### ساخت خودرو
در سال ۱۸۸۴ هنری رویس به کار و کسب برق و مکانیک مشغول شد. او نخستین خودرو خود که یک خودرو دو سیلندره به نام رویس ۱۰ بود را در سال ۱۹۰۴ در کارخانه‌اش در منچستر ساخت. این خودرو به چارلز رویس در هتل میدلند در منچستر در چهارم مه همان سال معرفی گردید. رولز صاحب یک نمایندگی فروش خودروهای اولیه به نام سی. ای. رولز اند کو در فولهام بود.
با وجود علاقه‌ای که رولز به خودروهای سه و چهار سیلندر داشت، ولی تحت تأثیر رویس ۱۰ قرار گرفت و در تاریخ ۲۳ دسامبر ۱۹۰۴ با رویس توافق کرد که هر خودرویی که رویس بسازد از او خریداری کند. رویس چهار مدل خودرو ساخت:
- یک خودرو ۱۰ اسب بخار دو سیلندر به قیمت ۳۹۵ پوند (۳۱٫۵۵۰ پوند در سال ۲۰۱۳)
- یک خودرو ۱۵ اسب بخار سه سیلندر به قیمت ۵۰۰ پوند (۳۹٫۹۴۰ پوند در سال ۲۰۱۳)
- یک خودرو ۲۰ اسب بخار چهار سیلندر به قیمت ۶۵۰ پوند (۵۱٫۹۳۰ پوند در سال ۲۰۱۳)
- یک خودرو ۳۰ اسب بخار شش سیلندر به قیمت ۸۹۰ پوند (۷۱٫۱۰۰ پوند در سال ۲۰۱۳)

همهٔ خودروهای نامبرده با مارک رولز-رویس به وسیلهٔ رولز فروخته شدند. نخستین خودرو رولز-رویس به نام رولز-رویس ۱۰ اچ‌پی در دسامبر ۱۹۰۴ در نمایشگاه خودروی پاریس رونمایی شد.
رولز-رویس لیمیتد در تاریخ ۱۵ مارس ۱۹۰۶ شکل گرفت و مشخص شد که ساختمان‌های جدیدی برای تولید خودرو نیاز است. پس از در نظر گرفتن محل‌هایی در منچستر، کاونتری، بردفورد و لستر با پیشنهاد شورای برق ارزان دربی زمینی به مساحت ۵۱٫۰۰۰ مترمربع در حاشیه جنوبی شهر دربی خریداری گردید.
بیشتر طراحی کارخانهٔ جدید را رویس انجام داد و تولید از اوائل سال ۱۹۰۸ در این کارخانه انجام گردید، ولی افتتاح رسمی کارخانه در تاریخ ۹ ژوئیه ۱۹۰۸ به وسیلهُ سر جان مونتاگو انجام شد.
شرکت جدید نیاز به سرمایه‌گذاری بیشتری داشت و در ۶ دسامبر ۱۹۰۶ در فروش اولیه سهام، به ارزش ۱۰۰ هزار پوند (۷٫۹۷۱٫۰۶۰ پوند در سال ۲۰۱۳) به عموم عرضه شد. در سال ۱۹۰۷ رولز-رویس شرکت سی. اس. رولز اند کو را خریداری نمود.
در سال ۱۹۰۶ رویس در حال ساخت یک مدل بهینه شدهُ شش سیلندر با نیروی بیش از ۳۰ اسب بخار بود. این نخستین مدل جدید ساخته شده به وسیلهٔ شرکت رولز-رویس بود، که رولز-رویس ۳۰ اچ‌پی نام داشت.
در مارس ۱۹۰۸ کلود جانسون، مدیر بازرگانی شرکت که گاهی به کنایه از او به عنوان خط تیره در نام رولز-رویس یاد می‌شد، موفق شد تا رویس و دیگر مدیران شرکت را متقاعد کند، که تولید مدل‌های پیشین را متوقف کرده و روی مدل‌های جدید متمرکز شوند. پس از معرفی مدل رولز-رویس فانتوم در سال ۱۹۲۵ این مدل به نام سیلورگوست معروف شد و موجب شهرت زودهنگام شرکت گردید و ۶۰۰۰ دستگاه از این مدل ساخته شد.
در سال ۱۹۲۱ شرکت رولز-رویس کارخانه دوم خود را در ایالات متحده آمریکا و در شهر اسپرینگفیلد، ماساچوست برپا نمود، که در این کارخانه مدل اسپرینگ گوستس به تعداد ۱٫۷۰۱ دستگاه ساخته شد. این کارخانه برای ۱۰ سال فعال بود و در سال ۱۹۳۱ بسته شد.
پس از جنگ جهانی اول، رولز-رویس موفق شد، تا جلوی جریان‌هایی که سعی داشتند، تا شرکت‌های سازندهٔ خود را تشویق به ادغام کنند، را بگیرد. با پایین آمدن فروش مدل ۴۰/۵۰ سیلورگوست مدل کوچکتر و ارزان تر رولز-رویس ۲۰ عرضه شد.
در سال ۱۹۳۱ کمپانی رولز-رویس اقدام به خریداری شرکت خودروسازی بنتلی نمود. پس از جنگ جهانی دوم تا سال ۲۰۰۲ خودروهای بنتلی و رولز-رویس اغلب به غیر از نرده رادیاتور و چند جزئیات دیگر، کاملاً شبیه هم بودند.
تولید خودرو رولز-رویس و بنتلی در سال ۱۹۴۶ به شهر کرو، انگلستان منتقل شد و در آن جا برای نخستین بار آغاز به مونتاژ خودروهای کامل نمودند (مدل‌های فولادی استاندارد جدید). پیش از آن فقط شاسی می‌ساختند و ساخت بدنه را به شرکت‌های متخصص اتاقک‌ساز واگذار کردند.
- ۱۹۰۴–۱۹۰۶ رولز-رویس ۱۰ اچ‌پی
- ۱۹۰۵–۱۹۰۵ رولز-رویس ۱۵ اچ‌پی
- ۱۹۰۵–۱۹۰۸ رولز-رویس ۲۰ اچ‌پی
- ۱۹۰۵–۱۹۰۶ رولز-رویس ۳۰ اچ‌پی
- ۱۹۰۵–۱۹۰۶ رولز-رویس وی-۸
- ۱۹۰۶–۱۹۲۵ رولز-رویس سیلور گوست
- ۱۹۲۲–۱۹۲۹ رولز-رویس ۲۰
- ۱۹۲۵–۱۹۲۹ رولز-رویس فانتوم یک
- ۱۹۲۹–۱۹۳۶ رولز-رویس ۲۰/۲۵
- ۱۹۲۹–۱۹۳۵ رولز-رویس فانتوم ۲
- ۱۹۳۶–۱۹۳۸ رولز-رویس ۲۵/۳۰
- ۱۹۳۶–۱۹۳۹ رولز-رویس فانتوم سه
- ۱۹۳۸–۱۹۳۹ رولز-رویس ریت
- ۱۹۴۶–۱۹۵۹ رولز-رویس سیلور ریت
- ۱۹۴۹–۱۹۵۵ رولز-رویس سیلور داون
- ۱۹۵۰–۱۹۵۶ رولز-رویس فانتوم چهار
- ۱۹۵۵–۱۹۶۵ رولزرویس سیلور کلاود
- ۱۹۵۹–۱۹۶۸ رولز-رویس فانتوم پنج
- ۱۹۶۸–۱۹۹۲ رولزرویس فانتوم شش
- ۱۹۶۵–۱۹۸۰ رولزرویس سیلور شدو
- ۱۹۸۰–۱۹۹۸ رولزرویس سیلور اسپریت
- ۱۹۹۸–۲۰۰۲ رولزرویس سیلور سرف
- ۲۰۰۳–تاکنون رولز-رویس فانتوم (۲۰۰۳)

- رولزرویس سیلور داون مدل ۱۹۵۳
- رولزرویس سیلور مدل ۱۹۵۶
- رولزرویس سیلور شدو مدل ۱۹۷۲
- رولزرویس سیلور اسپریت مدل ۱۹۸۲
- رولزرویس سیلور سراف مدل ۲۰۰۰

### ساخت موتور هواگرد

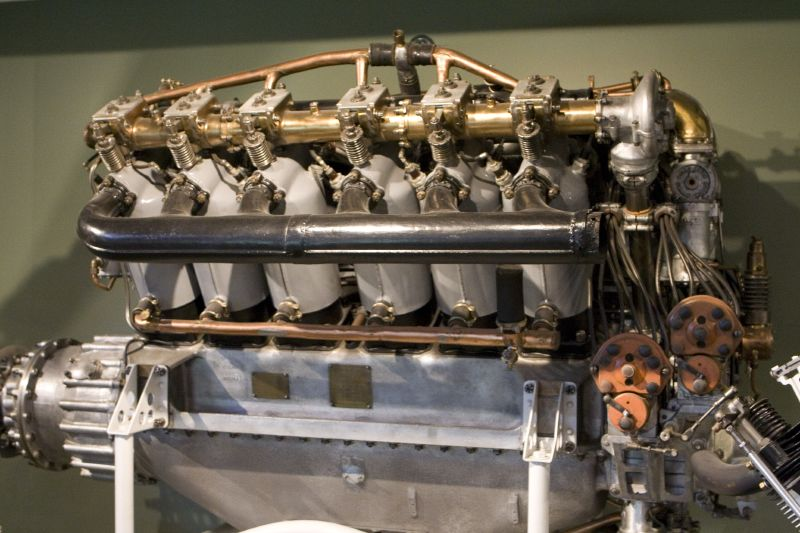
رولز-رویس ایگل موتور هواپیما در جنگ جهانی دوم

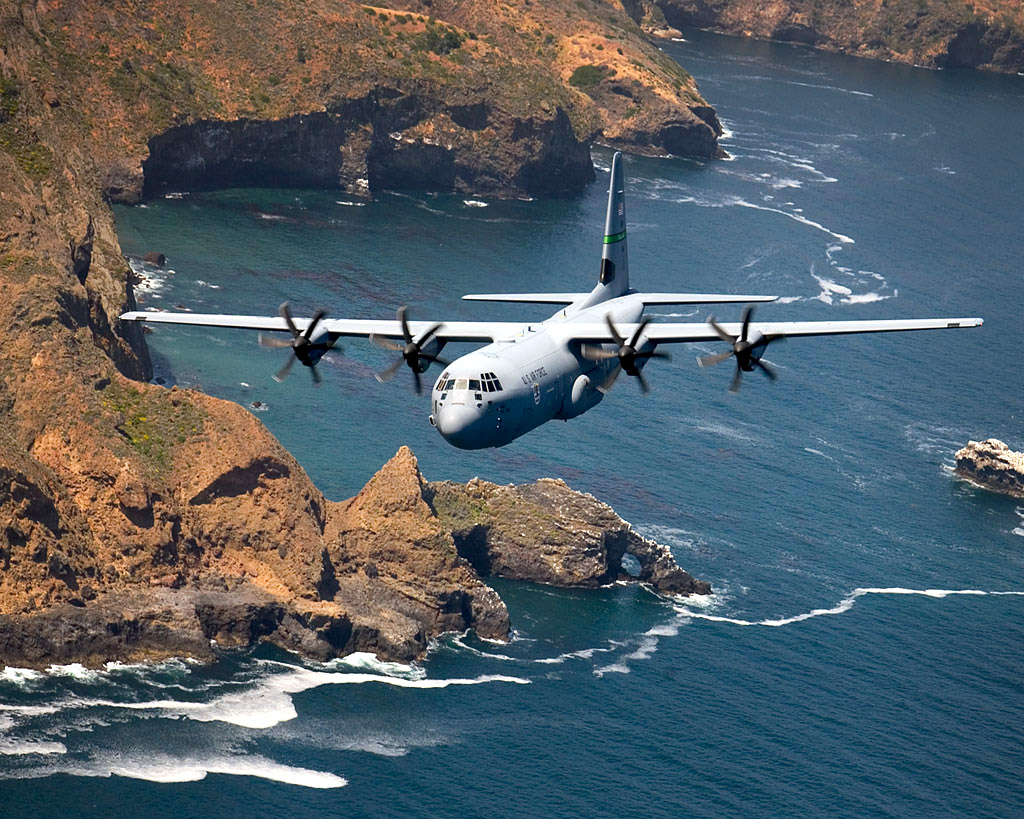
هرکولس سی-۱۳۰ با موتور رولز-رویس، بر فراز جزیره سانتا کروز

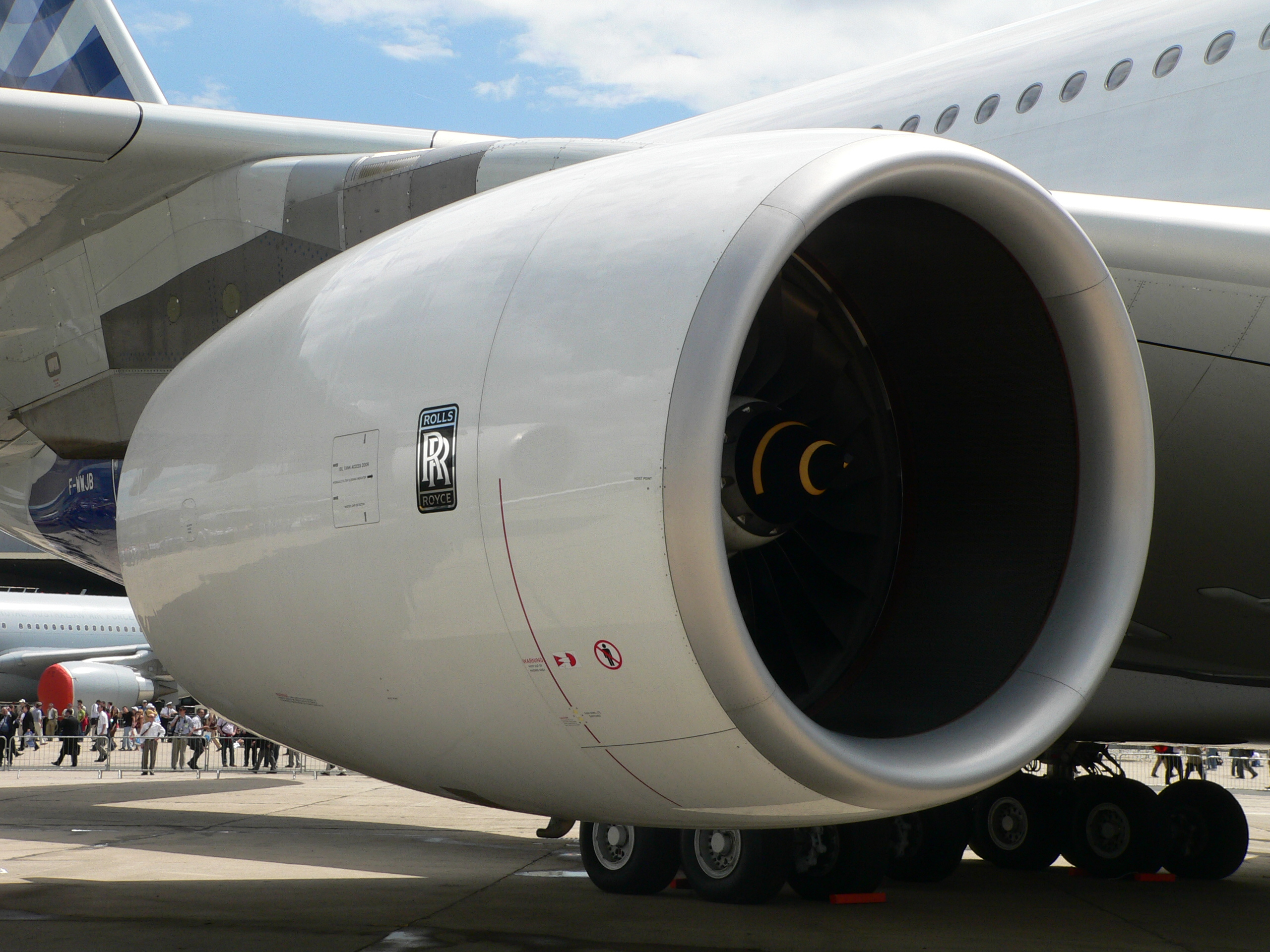
یک موتور توربوفن بکار گرفته شده در هواپیمای ایرباس ای۳۸۰، ساخت شرکت رولزرویس

در سال ۱۹۰۷ چارلز رولز که به پرواز علاقهٔ بسیاری پیدا کرده بود، کوشید رویس و دیگر مدیران شرکت را به طراحی موتور هواگرد ترغیب کند، ولی موفق نشد.
هنگامی که جنگ جهانی اول در اوت ۱۹۱۴ آغاز شد، رولز-رویس و بسیاری از دیگر شرکت‌ها از این رویداد غافلگیر شدند. رولز-رویس به عنوان سازندهٔ خودروهای لوکس بسیار آسیب‌پذیر گردید و کلود جانسن فکر می‌کرد، که بانک، امکانات اضافه پرداخت، که رولز-رویس در آن زمان به آن وابسته بود، را برخواهد داشت. با وجود این، با این باور که جنگ کوتاه مدت خواهد بود، مدیران در آن زمان، تصمیم گرفتند که به دنبال ساخت موتور هواگرد نباشند، ولی این موقعیت به زودی دگرگون شد و اتاق جنگ شرکت را ترغیب کرد، که پنجاه موتور وی۸ زیر لایسنس شرکت رنو، تولید نماید.
در این میان، کارخانهٔ رویال ایرکرفت نیز از رولز-رویس خواست که موتور جدید ۲۰۰ اسب بخار تولید کند. با وجود این که در آن زمان، شرکت رغبتی به این کار نداشت، ولی موافقت کرد و در سال ۱۹۱۵ رولزرویس نخستین موتور هواپیمای خود را تولید نمود. این موتور ایگل نام داشت و دوازده سیلندر بود. پس از این موتور رولز-رویس کوچکتر شش سیلندر هاوک، موتور فالکن ۱۹۰ اسب بخار و اندکی پیش از پایان جنگ، موتور بزرگتر کُندر ۶۷۵ اسب بخار را تولید نمود.
تقریباً نیمی از موتورهای هواپیماهای متفقین در جنگ جهانی اول به وسیلهُ رولز-رویس ساخته می‌شد. تا اواخر ۱۹۲۰ ساخت موتورهای هواگرد بیشتر کسب‌وکار رولز-رویس را تشکیل می‌داد.
آخرین طراحی هنری رویس در زمینهٔ موتور هواپیما موتور مرلین بود، که در سال ۱۹۳۵ ساخته شد، گرچه رویس قبلاً در سال ۱۹۳۳ درگذشته بود. این موتور در بسیاری از هواپیماهای انگلیسی جنگ جهانی دوم از قبیل: هاوکر هاریکن، سوپرمرین اسپیت‌فایر، دی هاویلند موسکیتو (دو موتوره)، آورو لنکستر (چهار موتوره)، ویکرز ولینگتن به کار گرفته شد. این موتور همچنین در هواپیمای آمریکایی پی-۵۱ ماستنگ را رقیبی برای بهترین جنگندهٔ زمان خود تبدیل کرد. موتور مرلین آن به وسیلهٔ شرکت پاکارد زیر لایسنس ساخته شد. بیش از ۱۶۰٫۰۰۰ موتور مرلین تولید شد که ۳۰٫۰۰۰ دستگاه آن به وسیلهٔ شرکت فورد موتور در ترفورد پارک منچستر ساخته شد. در طول جنگ، کلیه پروازهای آزمایشی رولزرویس در فرودگاه صحرایی هاکنال انجام می‌شد.
رولز-رویس با تبادل دارایی با شرکت روور اقدام به طراحی موتور جت نمود و در دوران پس از جنگ جهانی دوم رولز-رویس در طراحی و ساخت توربین گازی به پیشرفت‌های قابل توجهی دست پیدا کرد. موتورهای توربوپراپ دارت و تاین بسیار با اهمیت بودند و شرکت‌های هواپیمایی را قادر ساختند، که مدت زمان سفر را کوتاه‌تر کنند.
موتور دارت در هواپیماهای آرمسترانگ وایتوورت ۶۶۰ ارگوسی، آورو۷۴۸، فوکر اف۲۷ فرندشیپ، هندلی پیج هرالد و ویکرز ویسکونت به کار رفت و موتور نیرومندتر تاین در هواگردهای برگوئت آتلانتیک، ترانسال سی-۱۶۰ و ویکرز ونگارد و هورکرفت اس آر.ان۴ هواناو به کار گرفته شد. بسیاری از این توربوپراپ‌ها هنوز به کار می‌روند.
در میان موتورهای جت این دوره می‌توان آربی۱۶۳اسپی که در هاوکرسایدلی ترایدنت، بی‌ای‌سی یک-یازده، گرومن گلفستریم ۲ و فوکر ۲۸ به کار می‌رفت را نام برد.
در اواخر دههُ ۱۹۵۰ و ۱۹۶۰ بهینه‌سازی مهمی در همهٔ جنبه‌های هوافضای بریتانیا انجام گرفت، که این بهینه‌سازی شامل سازندگان موتورهای هواگرد نیز می‌شد. در سال ۱۹۶۶ رولز-رویس مالک شرکت بریستل سیدلی که از ادغام شرکت آرمسترانگ سیدلی و شرکت بریستول در سال ۱۹۵۹ پدید آمده بود، گردید و آن را به عنوان بخش بریستول سایدلی، شرکت رولز-رویس ثبت نمود.
بریستول سایدلی که کارخانهٔ اصلی آن در فیلتون نزدیک بریستول بود، در ساخت موتورهای هواگردهای نظامی بسیار نیرومند شده بود. از جمله این موتورها می‌توان به الیمپوس ۵۹۳ ام‌کی۶۱۰ را نام برد، که با مشارکت شرکت اسنکما ساخته شد و در هواپیمای کنکورد به کار می‌رفت. این شرکت با همکاری اسنکما، موتور توربوفن نیز می‌ساخت.
فرودگاه کوچک لیوزدن در واتفورد در اصل متعلق به وزارت دفاع بود و در جنگ جهانی دوم برای ساخت هواپیماهای موسکیتو و هالیفاکس به کار می‌رفت. رولز-رویس برای چند سال از این محل برای ساخت موتور هلیکوپتر سود برد. این محل در ژوئن ۱۹۹۳ بسته شد. این محل اکنون به نام استودیوی فیلم‌سازی لیوزدن شناخته می‌شود و فیلم‌های مشهوری مانند : جیمز باند، جنگ ستارگان و هری پاتر در این استودیو تهیه شده‌است.